# Coryphantha gracilis
Coryphantha gracilis ist eine Pflanzenart in der Gattung Coryphantha aus der Familie der Kakteengewächse (Cactaceae). Das Artepitheton gracilis stammt aus dem Lateinischen und bedeutet ‚schlank‘.

## Beschreibung
Coryphantha gracilis wächst meist einzeln und verzweigt nur manchmal. Die abgeflacht kugelförmigen bis kugelförmigen, hell graugrünen bis grasgrünen Trieben erreichen bei Durchmessern von 2,5 bis 5 Zentimetern Wuchshöhen von 3,5 bis 10,5 Zentimeter. Die bis zu 9 Millimeter langen konischen Warzen sind etwas gebogen. Die Axillen sind nicht bewollt. Nektardrüsen sind nicht vorhanden. Mitteldornen werden nicht ausgebildet. Die zwölf bis 18 weißlichen bis gelblich braunen, 0,5 bis 1,1 Zentimeter langen Randdornen liegen dicht an der Trieboberfläche an.
Die sehr hellgelb glänzenden Blüten sind 2,2 bis 3 Zentimeter lang und erreichen Durchmesser von 3,5 bis 5 Zentimeter. Die kugelförmigen, hellgrünen Früchte sind nicht sehr saftig und weisen Längen von 1 bis 1,5 Zentimeter auf.

## Verbreitung, Systematik und Gefährdung
Coryphantha gracilis ist im mexikanischen Bundesstaat Chihuahua auf Kalkschotter verbreitet.
Die Erstbeschreibung durch Lewis Bremer & Alfred Bernhard Lau wurde 1977 veröffentlicht. Ein nomenklatorisches Synonym ist Escobrittonia gracilis (L.Bremer & A.B.Lau) Doweld (2000). 
Coryphantha gracilis wird in der Roten Liste gefährdeter Arten der IUCN als „Least Concern (LC)“, d. h. nicht gefährdet, eingestuft.

## Nachweise